# Нармадашанкар Даве
Нармадашанкар Даве або Нармадасанкара Лабхасанкара Даве (гудж. નર્મદાશંકર લાલશંકર દવ, 24 серпня 1833 —26 лютого 1886) — індійський поет, письменник, що писав на гуджараті, граматик.

## Життєпис
Народився у м.Сурат. У 1838 році поступив до начальної школи. У 1845 році зайнявся вивчення англійської мови з метою продовження загальної освіти. У 1850 році поступає в інститут в Бомбеї. Під час навчання почав складати перші вірші. Після закінчення навчання почав служити в системі школьної освіти. У 1864 році приєднується до соціальних рухів, спрямованих проти релігійного фанатизму та ортодоксії. Згодом став видавати газету —інформаційний бюлетень «Даандійо», в якому пропагував свої ідеї. Підтримував мислителів та політиків, що виступали за здобуття Індією незалежності шляхом ненасильства. Втім після 1875 року розчарувався в цих діях. Останні роки присвятив літературній та науковій роботі. Помер у 1886 році у Бомбеї (сьогоднішній Мумбай).

## Творчість
Його діяльність мала  універсальний характер: він був публіцистом, прозаїком, поетом, драматургом, вченим, соціальним реформатором. Нармандашанкар склав першого словника мовою гуджараті «Словник Нармада». також є автором двотомної всесвітньої історії, тритомного трактату з індійської поетики, серії книг про великих людей минулого.
Даве належать переклад гуджараті творів епосу «Махабхарати», «Рамаяни» (у 1880 році видав коментарі до них), «Бгаґавад-Ґіти» (1882 рік), і «Іліади». Він багато чого зробив для збагачення та систематизації рідної мови і одночасно виступав за визнання гінді загальнонаціональною мовою, закликаючи вчитися у Заходу, він виступав за державу без іноземців.
Нармадашанкар проклав шлях новим жанрами: він став зачинателем громадянської поезії, а його поема «Слава тобі, великий Гуджарат» стала національним гімном. Його поема «Пори року», що оспівує пейзажі рідного Гуджарату, — зразок пейзажної лірики.
Перший серед індійських поетів у поемі «Ваджесант і Чандба» зобразив любов юнака-індуса і дівча-мусульманки, перепони общинних забобонів, які постають на шляху закоханих. Нармадашанкар є і родоначальником в гуджараті жанрів мемуарної літератури — біографії та автобіографії (автор афтобіографічного твору «Насправді»).